# 알 다흐라 농업회사

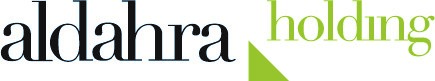

알 다흐라 농업회사(شركة الظاهرة الزراعية)는 아부다비에 본사를 둔 농업회사로 경작, 생산, 쌀, 밀가루, 과일, 채소 같은 가축 사료 및 인간 식량에 특화됐다. UAE에 지사 20곳을 거르니로 있고 현재 미국, 스페인, 이탈리아, 폴란드, 캐나다, 파키스탄을 포함한 여러 나라들로부터 수입하고 있다. 추가로 미국에서 공장과 농장을 소유하고 있다. 1995년에 설립됐다.